# Єлешня-Друга
Єлешня-Друга (рос. Елешня-Вторая) — присілок в Мединському районі Калузької області Російської Федерації.
Населення становить 1 особу. Входить до складу муніципального утворення Присілок Романово.

## Історія
Від 2004 року входить до складу муніципального утворення Присілок Романово.

## Населення
| 2002 | 2010 |
| ---- | ---- |
| 0    | ↗1   |